# Reflektor rogowy

Zasada działania reflektora rogowego

Reflektor rogowy to rodzaj reflektora składający się trzech wzajemnie prostopadłych powierzchni, które odbijają fale elektromagnetyczne w kierunku źródła emisji. Trzy przecinające się powierzchnie mają na ogół kształt kwadratów.

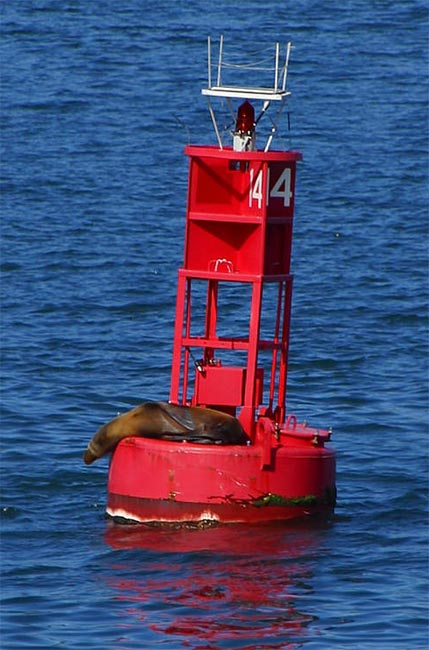
Boja w Zatoce San Diego. Widoczne metalowe płyty w pobliżu szczytu ustawione pod kątem prostym mogą odbijać sygnały radiowe.

Urządzenia tego typu są często używane jako cele radarów i wykorzystywane na statkach, a w szczególności na łodziach ratunkowych. W optyce reflektory rogowe składają się typowo z trzech zwierciadeł lub odbijających pryzmatów, które odbijają podającą wiązkę światłą w kierunku przeciwnym. Grupy takich małych reflektorków rogowych są wykorzystywane np. w konstrukcji rowerowych świateł odblaskowych.

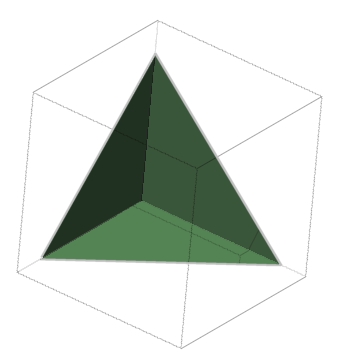
Trójkątny reflektor rogowy na tle sześcianu.

Amerykańska agencja kosmiczna NASA umieściła kilka reflektorów rogowych na Księżycu, aby przy pomocy laserowej interferometrii mierzyć orbitę Księżyca (a zatem także odległość od Ziemi) bardziej precyzyjnie niż było to możliwe poprzednio. Reflektory zostały wyprodukowane ręcznie przez inżyniera z Doliny Krzemowej, Wayne’a Rosinga, który zajmuje się także szlifowaniem zwierciadeł teleskopowych.